# Grana (Olaszország)
Grana település Olaszországban, Piemont régióban, Asti megyében. Lakosainak száma 509 fő (2023. január 1.). Grana Calliano, Casorzo, Castagnole Monferrato, Grazzano Badoglio, Penango, Moncalvo és Montemagno Monferrato községekkel határos.

## Népesség
A település lakossága az elmúlt években az alábbi módon változott:
| Lakosok száma | 596  | 590  | 509  |
|               | 2017 | 2018 | 2023 |